# Mauro Bellugi
Mauro Bellugi (Buonconvento, 7 februari 1950 – Milaan, 20 februari 2021) was een Italiaans profvoetballer.

## Loopbaan
Bellugi begon zijn carrière bij Internazionale. Hij maakt debuut op 31 augustus 1969 in een Coppa Italia-wedstrijd. In vijf seizoenen bij Inter speelde hij liefste 90 competitiewedstrijden en 137 keer in alle seniorencompetities.
Bellugi speelde later ook voor Bologna, SSC Napoli en AC Pistoiese.

## Internationale carrière
Bellugi speelde van 1972 tot met 1980 in Italiaans voetbalelftal. Hij heeft liefste 32 wedstrijden gespeeld. Vijf daarvan speelde Bellugi tijdens het wereldkampioenschap voetbal 1978, waarmee Italië vierde werd. Hij speelde zijn laatste wedstrijd op 17 november 1979 tegen Zwitserland.

## Dood
Bellugi stierf aan complicaties van COVID-19, dertien dagen na zijn 71e verjaardag.